# Danilo Samaniego
Danilo Samaniego (22 de dezembro de 1964) é um ex-futebolista equatoriano que atuava como lateral.

## Carreira
Samaniego jogou quase toda a sua carreira na LDU, também jogou no Deportivo Quito.

## Títulos
LDU
- Campeonato Equatoriano: 1990 e 1998